# André-Victor Lynen
André-Victor Lynen (Antwerpen, 4 december 1888 - Vorst (Brussel), 29 juli 1984) was een Belgisch kunstschilder.
Lynen was een overtuigd figuratief schilder met een moderne toets zonder evenwel bij een van de eigentijdse strekkingen zoals bv. het expressionisme aan te leunen.  Hij bleef qua esthetische opvattingen veel traditioneler: een realisme met impressionistische invloeden.  Had hij een grote voorkeur voor zee, duinen, strand en haventjes, er zijn ook Scheldegezichten, portretten, figuren, interieurs, stillevens en  stadsgezichten, 

## Levensloop

### Afkomst
De grootvader van André-Victor Lynen, Victor Lynen, was een succesvol Antwerps zakenman met commerciële belangen in Zuid-Amerika en ruime intellectuele interesse. Kunstschilders als Karel Verlat, François Lamorinière en de componisten Peter Benoit en Franz Liszt, behoorden tot zijn intieme vriendenkring. 
De kunstschilder-beeldhouwer Jules Pecher (1830-1899) was zijn grootvader. Amédée Lynen en Armand Lynen waren zijn neven. Zijn vader, Afred Lynen, is vroeg gestorven.

### Jonge jaren
André-Victor Lynen studeerde aan de Academie voor Schone Kunsten in Antwerpen waar hij Piet Verhaert en Isidore Opsomer als leraars had. Lynen specialiseerde zich in het schilderen van figuren, portretten, landschappen, marines en stillevens. 
In 1909 installeerde hij een atelier aan de Elisaweg in Nieuwpoort-Bad. Dit Noordzeestadje had een sterke artistieke reputatie: Louis Artan had er gewoond, kunstschilders als Auguste Oleffe, Albert Crahay, John Michaux, Adolphe Keller, Frans Smeers, Maurice Wagemans en Victor Gilsoul kwamen er eveneens werken. Ook buitenlanders als Fritz Thaulow, de Brugse Brit Frank Brangwyn en kunstenaars met banden met de Academies van Düsseldorf en Stuttgart kwamen er bij gelegenheid schilderen en schetsen. 
De IJzermonding, de havengeul, de nabije polders waren in Nieuwpoort Lynens geliefde motieven. Zijn woonkamer was het decor voor luministische stillevens.
Lynen nam nog deel aan het Salon 1914 in Spa, op de vooravond van de oorlog: “De Japanse schotel”, “Marine. Winter”, “Kanaal in Vlaanderen”.
Tijdens de verwoesting van Nieuwpoort in 1914-1918 verloor Lynen zo goed als geheel zijn productie. 
Tijdens de Eerste Wereldoorlog werd hij ingezet bij de verdediging van Antwerpen in functie van lid van de burgerwacht.  Na de ontbinding van de Burgerwacht ontkwam hij naar Nederland en vandaar naar Engeland. Daar meldde hij zich begin 1915 als vrijwilliger.  Hij begon op 5 februari 1915 aan het front als motorcyclist in het Groot Automobielpark. Op 30 september 1915 kreeg hij overplaatsing naar het opleidingscentrum voor de artillerie (C.I.A.) in Eu. Op 28 januari 1916 werd hij aangesteld bij de 6de Artillerie, op 1 januari 1917 bij de 7de Artillerie; maar vanaf 1 augustus 1916 was hij feitelijk gedetacheerd bij de “Section Artistique” in Nieuwpoort, waar toen reeds Bastien en Huygens werkzaam waren.. Hij had als taak de verwoestingen en het frontleven in beeld te brengen. Maar in 1917 kreeg hij opnieuw een functie in een strijdende eenheid – de 12de artillerie- omdat hij jonger was dan 30. 
Hij huwde in 1921 met Marie de Roubaix en in 1923 werd een dochter Irène geboren.

### Loopbaan
Een aantal van zijn werken waren in 1917 in Zwitserland te zien in de “Exposition des peintres du front belge”.
In 1919 week Lynen uit naar Frankrijk. Hij woonde in Versailles en ging eveneens in Bretagne werken : Cancale, Camaret, Concarneau…maar ook in de Landes en aan de Zuidkust . Hij werd er lid van de “Société du Salon d’Automne” te Parijs en nam deel aan de Salons. 
In 1927 kwam Lynen terug in België wonen, eerst in Terhulpen, daarna opnieuw in Brussel. Hij nam wederom deel aan de vele salons in eigen land en stelde ook tentoon in groepstentoonstellingen in Bergen, Kopenhagen, Parijs, Brazilië en Japan.
In eigen land werkte hij vaak te Oostende, in de Panne, langs de Schelde zowel boven als onder Antwerpen. Ook Brussel kwam veel aan bod: Het Dudenpark, een straat in Vorst in de sneeuw, . Hij ondernam ook twee reizen naar Noorwegen, waar zijn schoonzoon toen stage liep voor de firma waarbij hij werkte. 
Lynen was in 1932 medestichter van de “Société Belge des Peintres de la Mer”, een vereniging die zo niet alle vooraanstaande Belgische traditionele marineschilders groepeerde en die driejaarlijks in het Paleis voor Schone Kunsten exposeerde. De groep werd gesticht onder impuls van Henry Devos, directeur generaal van de administratie van de Marine. Volgende kunstenaars waren lid van de vereniging: Door Boerewaard, Robert Buyle, Ghislaine Cambron, Gustave Camus, Julien Creytens, José Crunelle, René Depauw, Frans Depooter, Léon Devos, Georges Frédéric, Willy Gilbert, Jean Govaerts, Désiré Haine, Jean-Joseph Hoslet, Georgina Iserbyt, Robert Liard, Henri Logelain, Lynen zelf, Claude Lyr, Jacques Maes, Mark Macken, Maurice Mareels, Antoon Marstboom, John Michaux, Géo Mommaert, Willem Paerels, Maurice Pauwaert, Alphonse Proost, Jean Ransy, Albert Saverys, Rudi Schönberg, Maurice Seghers, Roger Somville, Mark Severin, Walter Stevens, Rodolphe Strebelle, Jean Timmermans, Ernest Van Hoorde, Désiré Van Raemdonck, Oscar Verpoorten, Antoine Vriens en Taf Wallet.
In 1930 kreeg Lynen de opdracht voor een schilderij van de mailboot “Princesse Astrid” voor het Ministerie van Marine.  Voor de Wereldtentoonstelling van 1935 bestelde de Belgische Staat bij hem een schilderij “Gezicht op Dover” bedoeld voor het station van de expositie.  In 1958 bestelde de Stad Nieuwpoort een panorama met het sluizencomplex zoals ze eruitzagen voor de oorlog 14-18.

## Individuele tentoonstellingen
- 1919, Galerie Buyle, Antwerpen
- 1924, Galerie Van Loo, Brugge
- 1925, Galerie Aghte, Antwerpen
- 1926, Galerie Brachot, Brussel
- 1928, Galerie Breckpot, Antwerpen
- 1930, Galerie Breckpot, Antwerpen
- 1930, Galerie Royal Artistique, Brussel
- 1933, Galerie de la Toison d’Or, Brussel
- 1938, Paleis voor Schone Kunsten, Brussel
- 1938, Galerie St. Georges, Mons
- 1938, Gemeentelijk Museum, Nieuwpoort
- 1941, Le Studio 88, Brussel
- 1942, La Petite Galerie, Liège
- 1942, Grand Magasins de l’Innovation, Brussel
- 1943, La Petite Galerie, Brussel
- 1945, Galerie Breughel, Brussel
- 1946, Grande Maison de Blanc, Brussel
- 1949, Galerie Buyle, Antwerpen
- 1950, La Petite Galerie, Brussel
- 1953, Galerie d’Egmont, Brussel
- 1955, Galerie Albert Ier, Brussel
- 1961, Galerie du Mont des Arts, Brussel
- 1967, retrospectieve tentoonstelling, Gemeentehuis,Vorst

## Musea
- Antwerpen,Koninklijk Museum voor Schone Kunsten: “Versailles in de sneeuw”
- Brussel, Koninklijk Museum van het Leger en de Krijgsgeschiedenis: meerdere werken van aan het front 1914-1918.
- Diksmuide
- Oostende, Museum voor Schone Kunsten Oostende: “Rustende visser”, “Visser te Cancale”, “Oesterbanken te Cancale”, “Stilleven met vis”, “In den Meiboom-Nieuwpoort” en “Redders op het staketsel van Nieuwpoort”.
- La Rochelle
- Liège
- Middelkerke, Gemeentel. Verzameling
- Reims